# Modulus carchedonius
Modulus carchedonius är en snäckart som först beskrevs av Jean-Baptiste Lamarck 1822.  Modulus carchedonius ingår i släktet Modulus och familjen Modulidae. Inga underarter finns listade i Catalogue of Life.